# L'infiltrato - Operazione clinica degli orrori
L'infiltrato - Operazione clinica degli orrori è un docu-drama prodotto da Verve Media Company, scritto e diretto da Cristiano Barbarossa e Giovanni Filippetto, andato in onda su Rai 3 il 13 dicembre 2014.
La sceneggiatura è di Cristiano Barbarossa, Giovanni Filippetto, con la collaborazione di Fulvio Benelli mentre la regia è di Cristiano Barbarossa, Giovanni Filippetto.

## Descrizione
Il lungometraggio ripercorre e ricostruisce lo scandalo di malasanità dell'istituto clinico privato "Santa Rita" di Milano, scoperto tra il 2007 e il 2008 a seguito di un'indagine condotta dalla Guardia di finanza e dalla procura del capoluogo lombardo. Per diversi anni l'equipe di chirurgia toracica della clinica, diretta dal primario Pier Paolo Brega Massone, aveva praticato operazioni senza che ve ne fosse il bisogno, esclusivamente al fine di ottenere i rimborsi della Regione Lombardia in base ai raggruppamenti omogenei di diagnosi (ROD), commettendo inoltre diverse altre malversazioni, violazioni dei protocolli medici e falsificazioni di documenti. Il dottor Brega Massone venne poi rinviato a giudizio con diverse contestazioni di reato (insieme al suo vice Fabio Presicci, ad altri colleghi e ai dirigenti): inizialmente accusato di omicidio volontario, fu condannato all'ergastolo in primo grado e in appello, dopodiché nel 2016 la Corte di cassazione invalidò il procedimento rimandandolo al secondo grado, ove l'accusa venne rimodulata in omicidio preterintenzionale, con pena ridotta a 15 anni. 
Il film fa uso delle intercettazioni originali realizzate dai finanzieri nei confronti del personale della clinica, alternate a momenti di fiction che ricostruisco le varie fasi dell'indagine, degli interrogatori e infine del processo. Il tutto viene narrato dall'infiltrato, una sorta di "personaggio-fantasma" che si muove all'interno delle varie scene senza mai entrare in contatto con gli altri personaggi e che parla direttamente agli spettatori. 